# Велики голорепи оклопник
Cabassous tatouay је сисар из реда Cingulata. 

## Угроженост
Ова врста је наведена као последња брига, јер има широко распрострањење и честа је врста.

## Распрострањење
Ареал врсте је ограничен на мањи број држава. 
Врста је присутна у следећим државама: Бразил, Аргентина, Парагвај и Уругвај.

## Станиште
Станиште врсте су шуме. 